# Jimmy Jones (cantautor)
Jimmy Jones (2 de junio de 1937 - 2 de agosto de 2012) fue un cantautor estadounidense.

## Carrera
Jones nació en Birmingham, Alabama, Estados Unidos. Comenzando su carrera en el entretenimiento como un bailarín de claqué, en 1954 Jones se unió a un grupo de doo wop llamado The Berliners, que más tarde cambió su nombre a Sparks of Rhythm.
Tras emprender una carrera en solitario, en 1960 Jones tuvo un éxito con «Handy Man», que llegó al puesto número 2 en el Billboard Hot 100. Ese mismo año consiguió su segundo éxito, «Good Timin'», que alcanzó el puesto número 3.
Jimmy Jones murió en Aberdeen, Carolina del Norte, el 2 de agosto de 2012, a la edad de 75 años.